# Книжный магазин Блэка
«Кни́жный магази́н Блэ́ка» (англ. Black Books) — британский ситком, созданный Диланом Мораном и Грэхэмом Лайнехэном и выходивший в эфир на телеканале Channel 4 с 29 сентября 2000 года по 15 апреля 2004 года.
Сериал рассказывает о жизни владельца книжного магазина Бернарда Блэка (Дилан Моран), его помощнике Мэнни (Билл Бэйли) и их подруге Фрэн (Тэмзин Грейг). Шоу создано Big Talk Productions в ассоциации с Channel 4.
«Книжный магазин Блэка» — многокамерная комедия, которая была снята преимущественно на студии Teddington Studios в Теддингтоне, Лондон, наружные съёмки прошли на Ли-стрит и окрестностях Блумсбери.
Сериал получил признание критиков, выиграв несколько наград, среди которых две премии BAFTA в 2001 и 2005 годах, а также «Бронзовая Роза» на фестивале «Золотая Роза».

## Сюжет
«Книжный магазин Блэка» — маленький книжный магазин, которым владеет ирландец Бернард Блэк, любящий выпить и покурить. К тому же он терпеть не может покупателей, что отражается на внешнем виде магазинчика: книги кучами свалены на полу и столе, а сам товар никак не упорядочен. На двери постоянно висит табличка «Закрыто». Стиль жизни Бернарда является центральной темой сериала.
В магазине также живёт и работает Мэнни Бьянко — длинноволосый старательный, но неуклюжий помощник Бернарда. Он является полной противоположностью Бернарду: практичен, легко ладит с людьми и умеет продавать книги. Мэнни сильно привязан к Бернарду, что зачастую мешает ему общаться с другими людьми и найти девушку. Экстраверт Мэнни и интроверт Бернард постоянно конфликтуют на почве своего мировосприятия, но тем не менее не могут долго обходиться друг без друга.
Третья в компании — Фрэн Катценджаммер, хозяйка соседнего магазинчика и самый старый друг Бернарда. Она мечтает устроить личную жизнь, но у неё никак это не получается отчасти из-за собственного характера, отчасти из-за катастрофического невезения. Она не перестаёт курить и пить дешёвое вино в компании Бернарда и Мэнни, что порождает немало смешных моментов.

## Актёрский состав
Действие вращается вокруг трёх главных героев, Бернарда Блэка (Дилан Моран), Мэнни Бьянко (Билл Бэйли) и Фрэн Катценджаммер (Тэмзин Грейг), которые появились во всех сезонах. Второстепенные персонажи появляются ненадолго в отдельных сериях; кроме того в шоу снялись несколько приглашённых актёров, среди которых известный актёр Саймон Пегг и сценарист Грэхэм Лайнехэн.

## Эпизоды
| Сезон | Серии | Серии | Даты показа      | Даты показа     |
| Сезон | Серии | Серии | Первая серия     | Последняя серия |
| ----- | ----- | ----- | ---------------- | --------------- |
| 1     | 6     | 6     | 29 сентября 2000 | 3 ноября 2000   |
| 2     | 6     | 6     | 1 марта 2002     | 5 апреля 2002   |
| 3     | 6     | 6     | 11 марта 2004    | 15 апреля 2004  |

## Разработка и производство
Пилотный эпизод сериала был показан в 1998 году на фестивале ситкомов Channel 4 в Riverside Studios.
Эта ранняя версия была намного более мрачной — сюжет базировался на решении Бернарда и Мэнни покончить жизнь самоубийством. Также у Мэнни была фамилия Циммерман (отсылка к настоящему имени Боба Дилана), а Фрэн носила имя Валери и работала преподавателем философии.
Пилотный эпизод «Книжного магазина Блэка» был оригинальным творением Морана, а само шоу было его первым опытом в качестве сценариста телесериала. Грэхэм Лайнехэн, соавтор сценария ситкома Channel 4 1995 года «Отец Тед», примкнул к Морану для совместного написания сценария по предложению продюсера Уильяма Бёрдетт-Коуттса, после того как Лайнехэн увидел пилотный эпизод и выступление Морана в Дублине. Персонажи были оригинальным творением Морана, которое он создавал в течение целого месяца.
Образ Бернарда как владельца книжного магазина возник потому что Моран считал книжные магазины обречёнными предприятиями. Моран сказал, что «владеть магазином подержанных книг — это гарантированный коммерческий провал. Это целая философия. Я посещал такие книжные магазины и был неизменно поражён одиночеством и упорством этих людей, которые пилотировали эти корабли смерти». В то же время Лайнехэн отметил, что его воинственная личность нашла отражение в табличке, которую он однажды увидел в книжном магазине: «Пожалуйста, положите книги где угодно, потому что нам больше нечем заняться, кроме как разложить их обратно по местам». Говоря о сериале, Моран сказал, что «мы просто хотели втиснуть как можно больше последовательных глупостей в полчаса, чтобы вы в них поверили».
Вымышленным адресом книжного магазина стал Литтл-Беван-стрит, 13, Блумсбери, Лондон WС1. Мэнни также говорит, что магазин расположен «недалеко от станции метро Рассел-сквер». Наружные сцены были сняты у реального книжного магазина «Коллиндж и Кларк», пусть и меньшего по размеру, расположенного на Ли-стрит, 13 в Блумсбери.
В аудиокомментарии фильма «Зомби по имени Шон» говорится, что «Книжный магазин Блэка» рассматривается продюсерами как шоу, связанное с ситкомом Channel 4 «Долбанутые» 1999 года, который также продюсировала Найра Парк. В сериале были задействованы несколько актёров из «Долбанутых», а в одном из эпизодов слышно, как Мэнни разговаривает с Твист Морган, персонажем этого шоу. Саймон Пегг снялся в одном из эпизодов в роли босса Мэнни (в «Долбанутых» всё было наоборот); Ник Фрост появился в роли установщика системы безопасности для магазина и привлёк внимание Мэнни тем, что тот заметил маленькую фигурку человечка у него в волосах; Джессика Хайнс сыграла роль подруги Фрэн, которая пыталась заставить её вести здоровый образ жизни; и наконец Питер Серафинович выступил в роли радиоведущего, чей певучий голос возбуждал Фрэн.

## Приём критиков
По словам Аллана Брауна, который написал статью для «The Times» в августе 2005 года, «Шоу было убито после трёх чрезвычайно популярных сезонов».
По результатам опроса Channel 4 Бернард занял 19-е место в рейтинге «Величайших комедийных героев мира».
В 2004 году в опросе BBC «Лучший британский ситком» шоу заняло 58-е место из 100.